# Hikvision
 (novembre 2021).
Si vous disposez d'ouvrages ou d'articles de référence ou si vous connaissez des sites web de qualité traitant du thème abordé ici, merci de compléter l'article en donnant les références utiles à sa vérifiabilité et en les liant à la section « Notes et références ».
Hikvision est l'un des plus grands fabricants de technologies de vidéosurveillance au monde.
En 2022, Hikvision compte 58 284 employés. La société investit chaque année plus de 10% de son chiffre d'affaires annuel dans la recherche et le développement pour une innovation continue des produits. Hikvision a mis en place un système R&D complet à plusieurs niveaux qui comprend toutes les opérations, de la recherche à la conception, au développement, aux tests, au support technique et au service. Centrées à son siège social de Hangzhou, les équipes de R&D opèrent dans le monde entier, y compris des centres de R&D à Montréal, au Canada et à Londres, au Royaume-Uni, ainsi que dans huit villes de Chine.
En mars 2017, un chercheur en cybersécurité confirme qu'il existe une back-door sur la plupart des produits d'Hikvision, qui « rend possible un accès complet au système d'administration du produit ».
Les équipements de l'entreprise publique chinoise Hikvision sont interdits dans les bâtiments fédéraux des États-Unis, en Australie, pour des raisons de sécurité nationale. De même, le gouvernement du Royaume Uni procède au retrait des équipements de surveillance produits par les entreprises soumises à la loi nationale chinoise sur le renseignement sur toutes les zones déclarées sensibles.